# Randy Stephens
Randy Roy Stephens Cardona (Barranquilla, 27 maggio 1957 – 6 agosto 2025) è stato un cestista colombiano.

## Carriera
Con la Colombia ha disputato i Campionati mondiali del 1982.